# Миний
Миний (на старогръцки: Μινύας, Minyas) в гръцката митология е древен цар, основател на древния град Орхомен в Беотия и прародител на минийците (на гръцки: Μινύες).
Той е син на Орхомен и внук на Зевс, според други източници той е внук на Посейдон. Миний е свързан с Йолк в Тесалия чрез аргонавтите. Там той е смятан за прародител на минийските аргонавти. Павзаний описва в Орхомен светилище на Дионис, гробници на Миний и Хезиод и съкровищница на Миний, за която казва, че е „чудо, на каквото няма равно както в самата Елада, така и другаде, е построена по следния начин. Градена е от камък: формата ѝ е кръгла и покривът ѝ е доста плосък; казват, че най-високият камък е ключовият за цялата постройка“.
Миний е женен за Еврианаса (дъщеря на Хиперф), с която има дъщеря Климена (или Персефона, омъжена за Амфион), Женен е и за Евриала, Тритогенея (дъщеря на Еол), Клитодора или Фаносира (дъщеря на Пайон), с която има син Орхомен. Той има и три дъщери, наричани Миниади (гр. Μινυάδες): Алкатоя (Ἀλκαθόη, Alkithoe), Арсиноя (Ἀρσινόη, Arsippe) и Левкипа (Λευκίππη, Leukonoe).